# Sierafima Amosowa
Sierafima Tarasowna Amosowa po mężu Taranienko (ros. Серафима Тарасовна Амосова (Тараненко); ur. 7 sierpnia?/20 sierpnia 1914 w miejscowości Czernorieczenskaja w Kraju Krasnojarskim, zm. 17 grudnia 1992 w Moskwie) – radziecka lotniczka wojskowa w stopniu majora.

## Życiorys
Ukończyła szkołę uniwersytetu fabryczno-zawodowego i szkołę lotnictwa cywilnego w Tambowie (1936), później pracowała jako pilotka samolotu na trasie Moskwa-Irkuck, od stycznia do września 1941 dowodziła kluczem szkolnej eskadry lotniska w Baszkirii. Od października 1941 służyła w Armii Czerwonej, w 1941 przyjęto ją do WKP(b). Ukończyła kursy doskonalenia lotników przy szkole lotniczej w Engelsie, od maja 1942 walczyła w wojnie z Niemcami jako dowódca eskadry i później zastępca dowódcy 588 nocnego pułku lotnictwa bombowego/46 gwardyjskiego nocnego pułku lotnictwa bombowego zwanego nocnymi wiedźmami. Wykonała 555 lotów bojowych, bombardując siłę żywą i technikę wroga. Po rozformowaniu pułku w 1945 została zdemobilizowana. Wyszła za mąż za oficera lotnictwa Iwana Taranienkę, Bohatera Związku Radzieckiego, i przyjęła jego nazwisko. Została pochowana na Cmentarzu Nowodziewiczym.

## Odznaczenia
- Order Czerwonego Sztandaru (dwukrotnie)
- Order Aleksandra Newskiego
- Order Wojny Ojczyźnianej I klasy
- Order Czerwonej Gwiazdy

I medale.